# Білоцерківський національний аграрний університет
Білоцеркі́вський націона́льний агра́рний університе́т — аграрний науково-освітній центр у м. Біла Церква (Київська область).
До його складу входять 5 вищих навчальних закладів III—IV рівнів акредитації, наукові установи (5 науково-дослідних інститутів, 13 науково-дослідних лабораторій, єдиний в Україні Інститут післядипломного навчання керівників і спеціалістів ветеринарної медицини, Інститут європейської інтеграції, навчально-науково-дослідний центр), виробничі сільськогосподарські підприємства.

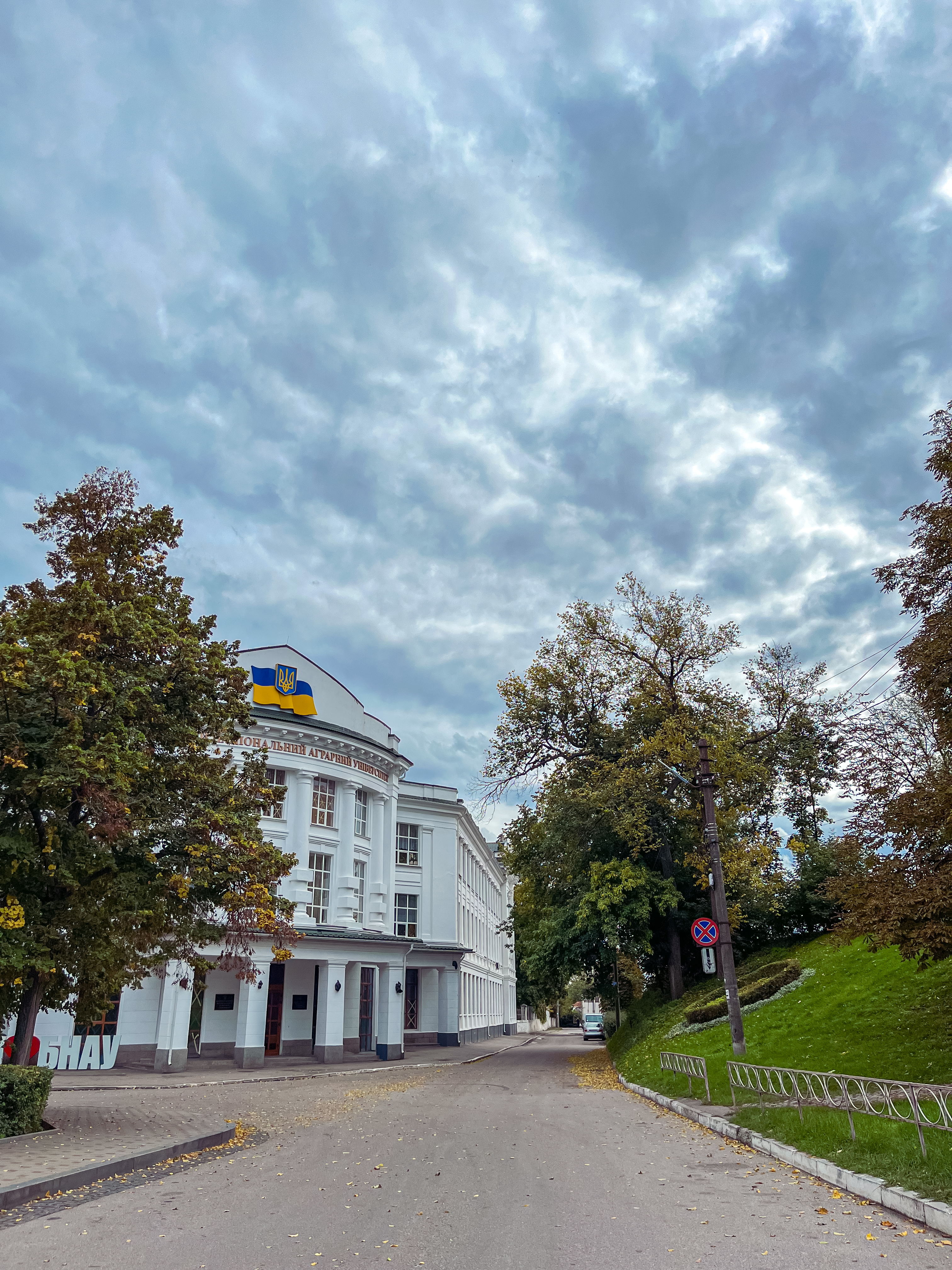
Сільськогосподарський інститут (нині центральний корпус БНАУ), Біла Церква, пл. Соборна, 6 (8/1)

В університеті навчаються 10 тис. студентів.

## Історія

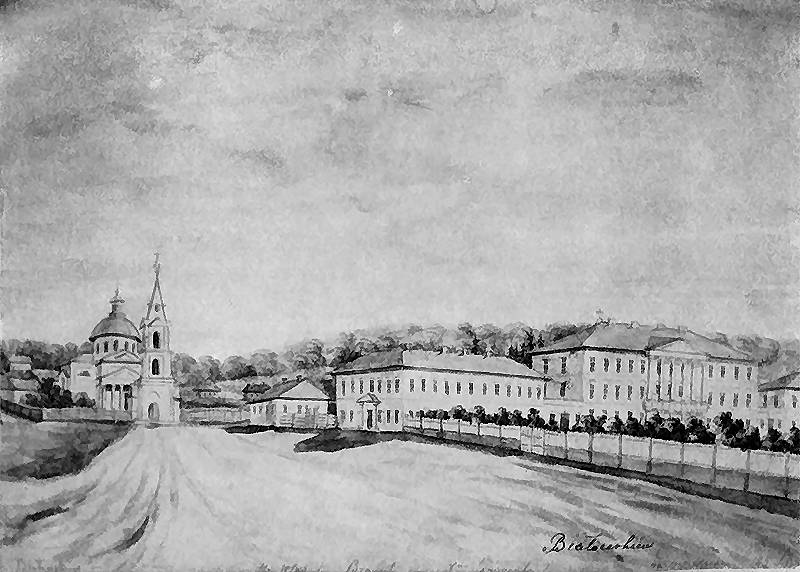
Біла Церква. Преображенський собор та гімназія. Вигляд зі сторони костьолу. 1870—1874.

Особливістю університетської історії БНАУ є те, що свій початок заклад веде з 1630 року, хоча з того часу заклад неодноразово змінював своє місце перебування, викладацький склад та напрямок підготовки. Ймовірно це робиться з метою забезпечення вишу більшого престижу на університетській ниві.
- 1630 рік — у Вінниці, центрі Брацлавського воєводства, при резиденції Єзуїтського монастиря суперіор Марцін Заленський відкрив колегіум, з вивченням граматики й поетики;
- 1632 рік — долучена школа риторики;
- 1789 рік — У спорудах колишнього єзуїтського колегіуму засновано окружну школу, у якій викладало чотири професори.
- 1797 рік — ця школа набула статусу повітового училища.
- 1814 рік — вінницьке повітове училище реорганізоване у Подільську академічну гімназію4
- 1832 рік — гімназія перейменована у Вінницьку;
- 1843 рік — граф В. К. Браницький підписав акт, яким подарував Білій Церкві садибу із одноповерховою кам'яницею для гімназії та виділив 50 тисяч рублів на будівництво нового приміщення, котра споруджувалася архітектором Я. Вольманом;
- 1847 рік — вінницьку гімназію переведено до Білої Церкви, разом з бібліотекою (6965 томів), колекцією мінералів та приладами фізичного кабінету. У початковий період у гімназії викладалися російська та церковно-слов'янська мови, російська словесність, латинська, французька і німецька мови, історія, математика, фізика, географія, малювання та чистописання;
- 19 лютого 1868 року — директор гімназії Михайло Чалий започаткував православний храм святих апостолів Архипа і Филимона, який розміщувався на третьому поверсі головного корпусу і вміщував 500 чоловік.

- 1883–1890 роки — Реформування гімназії. Розділення на чоловічу та жіночу гімназії;
- 1917 рік — припинення діяльності гімназії у зв'язку із революцією;
- 1920 рік — Рішенням Київського губревкому на базі Білоцерківської класичної гімназії було започатковано сільськогосподарський технікум хліборобства, який розмістився у будинку колишньої гімназії;
- 1921 р. — Постановою Київської губнаросвіти сільськогосподарський технікум було об'єднано з промисловим, за рахунок чого значно збільшився контингент учнів Білоцерківського сільськогосподарського технікуму.
- 1923 р. — До відділу механізації вливається контингент студентів розформованого Таращанського технікуму механізації, а у 1924 р. — Смілянського сільськогосподарського технікуму. Тут готують фахівців у галузі механізації сільського господарства.
- 1924 р. — Залишилися два відділи: рільничий та механізації, або агромашинний. Одночасно при технікумі відкриваються агрономічна і механічна профшколи, завершено організацію допоміжно-навчальних структурних одиниць: бібліотеки, кабінетів ботанічного рослинництва, ґрунтознавства, зоотехнічного, математично-геодезичного, механічного, машинознавства, устаткування машин, лабораторій загальної хімії, сільськогосподарського аналізу, креслярні.
- 1926 р. — Технікум реформовано у Білоцерківський сільськогосподарський політехнікум. Удосконалюються навчальні плани і програми, підвищується рівень підготовки спеціалістів.
- 1926–1927 рр. — Закладено навчально-дослідне поле, збудовано вегетаційний будинок, розпочато вивчення грибної флори, зібрано великий гербарій квіткових і спорових рослин.
- 1929 р. — Політехнікум реформовано у сільськогосподарський інститут із трьома факультетами: рільництва, колективізації та механізації сільського господарства.
- 1930 р. — Інститут закривається, і на його базі Народний Комісаріат постачання створює зоотехнічний технікум.
- 1931 р. — На базі зоотехнічного технікуму відкрито ветеринарно-зоотехнічний інститут.
- 1934 р. — До Білої Церкви переведено Київський агроінженерний інститут цукрової промисловості, який за рішенням Ради Народних Комісарів СРСР був об'єднаний з Білоцерківським ветеринарно-зоотехнічним інститутом і було утворено Білоцерківський сільськогосподарський інститут з п'ятьма факультетами: агрономічним, ветеринарним, зоотехнічним, планово-економічним та механізації сільського господарства. Для нового інституту виділили додаткові площі, зокрема третій корпус колишньої гімназії, у якому до того часу знаходився Білоцерківський педагогічний технікум. При інституті відкрили робфак та різні підготовчі курси.
- 1941 р. — З початком німецько-радянської війни понад 1200 викладачів, студентів та співробітників стали на захист Батьківщини. Група викладачів і студентів у складі 82 осіб прийняла перший бій у районі Кременчука, з них загинуло 71 особа. Чотири Герої Радянського Союзу.
- 1944 р. — Відновлюється систематичний набір студентів на перші курси ветеринарного і агрономічного факультетів.
- 1944-1948 — кафедру захисту рослин очолював знаний український ентомолог М. А. Теленга.
- 1946 р. — Відбувся перший повоєнний випуск агрономів і ветеринарних лікарів. Створені футбольна, баскетбольна, а пізніше і гандбольна команди, які успішно захищали честь вузу на міських та обласних змаганнях.
- 1947 р. — Відновлюється робота наукових товариств ім. І. І. Мечникова (ветеринарний та зоотехнічний факультети) та ім. К. А. Тімірязєва (агрономічний факультет).
- 1948 р. Проводяться міжвузівські наукові конференції, в яких беруть участь видатні вчені Москви, Києва, Львова, Харкова. На них виступали академіки В. Г. Касьяненко і О. П. Маркевич, професори А. Д. Скороходько, С. П. Теленга та інші.

Започатковано випуск наукових праць Білоцерківського сільськогосподарського інституту.
- 1949—1950 рр. — Відкрито аспірантуру на кафедрах анатомії, епізоотології, гістології, селекції і насінництва та загального землеробства.
- 1952 р. — Повністю відбудовані і устатковані зруйновані війною навчальні приміщення.
- 1955 р. — Створені перші спеціалізовані вчені ради із захисту кандидатських, а згодом і докторських дисертацій.
- 1960 р. — Запроваджується машинний контроль знань студентів та програмоване вивчення ряду дисциплін.
- 1964 р. — На агрономічному факультеті створено велику наукову лабораторію із селекції озимої пшениці, в якій були виведені нові сорти пшениці БЦСГ-1, БЦСГ-2.

Розпочато захист докторських дисертацій.
- 1965 р. — Споруджено спортивний корпус, побудовано гуртожиток № 4, два п'ятиповерхові житлові будинки для професорсько-викладацького складу, значно збільшився аудиторний фонд.
- 1969 р. — До навчально-дослідного господарства приєднано с. Пилипча (понад 2000 га орної землі), створено літній студентський табір, де за літо оздоровлювалося близько 1000 студентів.
- 1974 р. — Створено факультет підвищення кваліфікації. З метою залучення до навчання молоді з виробництва відкрито підготовче відділення.
- 1987 р. — Вперше серед аграрних закладів освіти було введено викладання предмета «біотехнологія», аудиторії обладнано сучасними технічними засобами навчання, комп'ютерною технікою.
- 1990 р. — Відкрито економічне відділення, якому 1992 р. надано статус економічного факультету.

Університеті приєднано до мережі Інтернет, що дало можливість доступу до публікацій провідних наукових і технічних видань світу і забезпечувати навчальний процес на рівні міжнародних вимог.
- 1993 р. — Створено єдиний в Україні Інститут післядипломного навчання керівників і спеціалістів ветеринарної медицини.
- 1995 р. — Білоцерківський сільськогосподарський інститут отримав ліцензію на право здійснення освітньої діяльності за найвищим IV рівнем акредитації і 31 липня набув статусу університету.
- 1996 р. — Створено відділ міжнародних зв'язків з метою налагодження тісних контактів із зарубіжними країнами та входження університету до світового освітнього співтовариства.
- 1997 р. — Організовано сектор оперативної поліграфії і налагоджено друкування на власній поліграфічній базі підручників, навчальних посібників, монографій, наукових збірників, рекомендацій, авторефератів.
- 2003—2005 рр. — Відкрито юридичний факультет і факультет лінгвістики.
- 2006 р. — Наказом Міністерства аграрної політики України створено регіональний університетський центр Білоцерківського державного аграрного університету, до якого увійшли Технолого-економічний коледж БНАУ, Компаніївський, Козелецький, Золотоніський технікуми ветеринарної медицини та Олександрійський аграрний технікум.
- 2007 р. — Ураховуючи загальнодержавне і міжнародне визнання результатів діяльності університету в галузі підготовки кадрів, аграрної науки та його вагомий внесок у розвиток агропромислового виробництва Білоцерківському державному аграрному університету Указом Президента України № 1296/2007 від 28 грудня 2007 року надано статус національного.

## Підрозділи

### Факультети
- Довузівської підготовки
- Агрономічний
- Геодезія, картографія та землеустрій
- Біолого-технологічний
- Ветеринарної медицини
- Екологічний
- Економічний
- Юридичний
- Лінгвістики
- Культури і мистецтва
- Заочної освіти
- Підвищення кваліфікації

### Технікуми
- Технолого-економічний коледж БНАУ

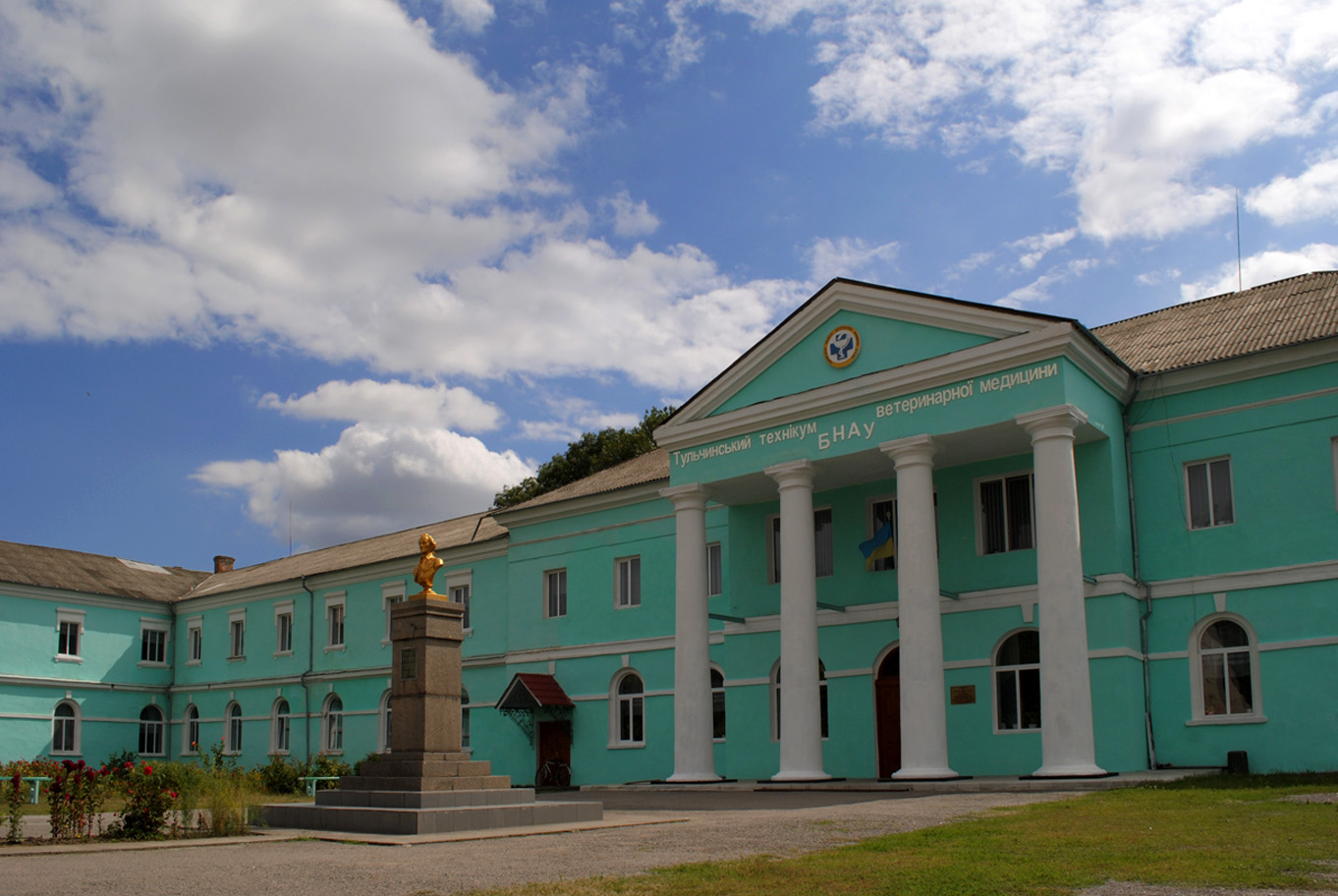
Тульчинський технікум ветеринарної медицини у приміщенні малого палацу Потоцьких

- Козелецький технікум ветеринарної медицини БНАУ
- Компаніївський технікум ветеринарної медицини БНАУ
- Золотоніський технікум ветеринарної медицини БНАУ
- Олександрійський аграрний фаховий коледж БНАУ
- Бобринецький технікум ім. В. Порика БНАУ
- Тульчинський технікум ветеринарної медицини БНАУ
- Маслівський аграрний фаховий коледж імені П. Х. Гаркавого БНАУ

## Потенціал

### Науковий потенціал
Навчальний процес забезпечують 12 академіків, 49 докторів наук і професорів, 214 кандидатів наук, 13 заслужених діячів науки і техніки, працівників освіти, вищої школи, сільського господарства і культури України.
В університеті працюють 10 наукових шкіл: з нейрогістології, цитології та ембріології, ветеринарної хірургії, ветеринарної лейкозології, ветеринарно-санітарної експертизи, паразитології, гістобіохімії, розведення і селекції тварин, прогресивних технологій виробництва продуктів тваринництва; діагностів і терапевтів України, селекції і насінництва картоплі та озимої пшениці.
Підготовка науково-педагогічних кадрів здійснюється через аспірантуру та докторантуру за 22 спеціальностями. Діють спеціалізовані вчені ради із захисту докторських та кандидатських дисертацій по п'яти спеціальностях.
«Вісник БНАУ», затверджений ВАК України як фахове видання у галузі ветеринарних, сільськогосподарських і біологічних наук. Науково-практичний журнал «Аграрні вісті» — у галузі сільськогосподарських наук.

### Матеріально-технічна база
До послуг студентів 10 навчальних корпусів, 8 гуртожитків, комп'ютерні класи, наукова бібліотека (фонди — 550 тис. прим.), санаторій-профілакторій.
Університет має власну поліграфічну базу, де налагоджено випуск підручників, навчальних посібників, монографій, навчально-методичної літератури, збірників наукових праць тощо.

## Ректори
- 1921—1924 — Омельченко Федір Захарович.
- 1977—2005 — Власенко Володимир Максимович.
- 2005—2008 — Барановський Михайло Миколайович
- 2008-2020 — Даниленко Анатолій Степанович.
- 2021-донині —  Шуст Олена Анатоліївна.

## Міжнародні стосунки
Університет співпрацює з ВНЗ зарубіжних країн над виконанням спільних програм. БНАУ є членом Всесвітнього консорціуму вищої сільськогосподарської освіти та науки, факультет ветеринарної медицини БНАУ — є членом європейської асоціації ветеринарних факультетів Європи, екологічний факультет БНАУ — є членом центру аквакультури Центральної і Східної Європи.
В університеті діє 20 колективів художньої самодіяльності, 6 із яких мають звання народних, є лауреатами мистецьких премій, національних та міжнародних фестивалів народної творчості (Італія, 1998; Бельгія, 2000; Угорщина, 2003; Польща, 2006).